# Doucai

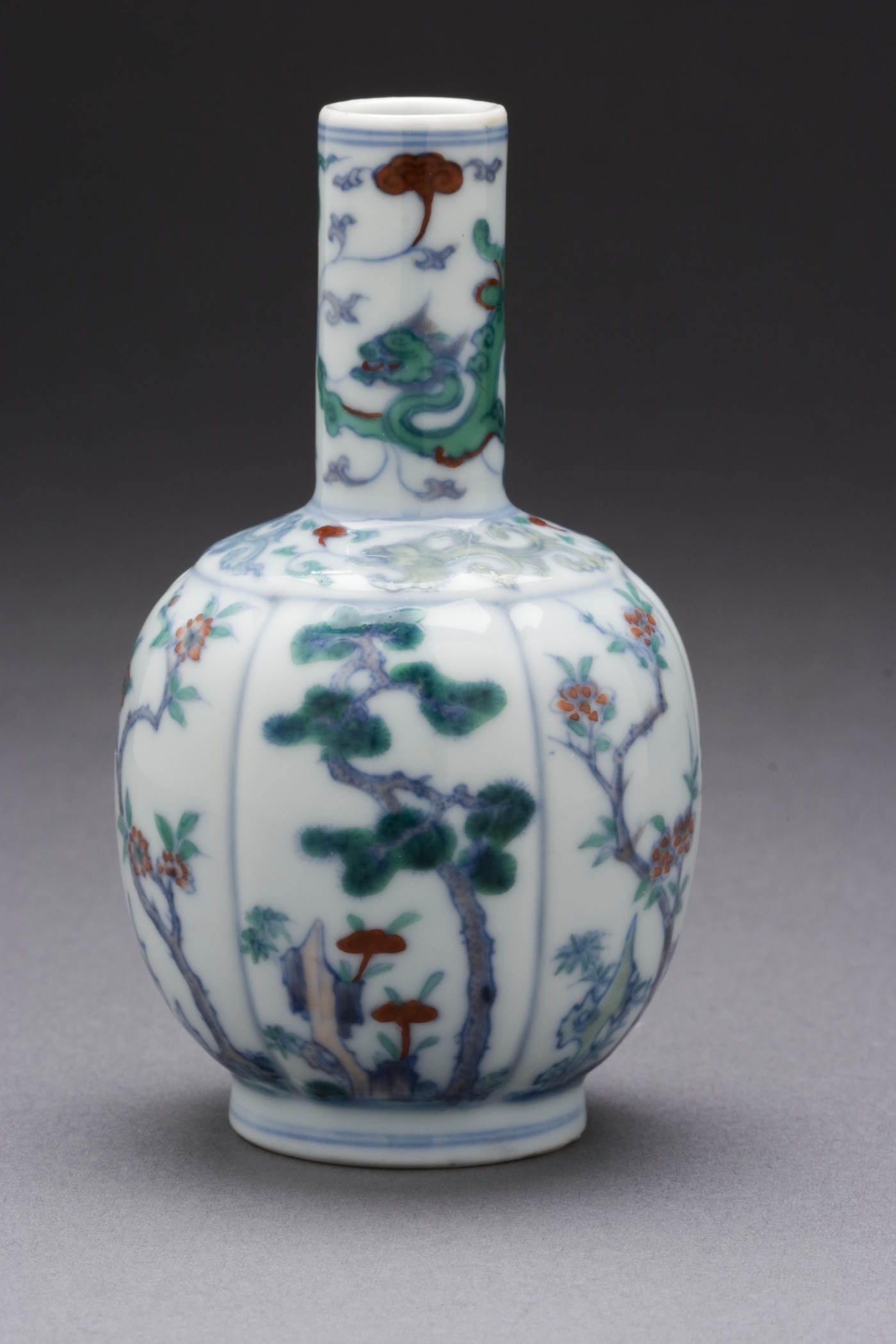
Vas Doucaidekoerarad

Doucai är en form av glasyr/porslinsfärg på kinesiskt porslin. Ordet betyder "färger som passar ihop " men också  kontrasterande eller sammanfogade färger ". Dekoration i en kombination av underglaserade koboltblåa konturer och emaljer tillagda ovanpå den eldade glasyren, inom konturerna. Uppfunnet under Ming, Xuande-perioden 1399-1435